# Nội chiến Myanmar (2021–nay)
Nội chiến Myanmar (tiếng Miến Điện: ၂၀၂၁-၂၀၂၃ မြန်မာနိုင်ငံ ပြည်သူ့ခုခံတွန်းလှန်စစ်), cũng gọi là Cách mạng mùa Xuân Myanmar, và Chiến tranh Bảo vệ nhân dân, là một cuộc nội chiến đang diễn ra  sau các cuộc nổi dậy kéo dài của Myanmar đã leo thang đáng kể để đáp trả cuộc đảo chính quân sự năm 2021 và cuộc đàn áp bạo lực sau đó đối với các cuộc biểu tình chống đảo chính.
Trong những tháng sau cuộc đảo chính, phe đối lập bắt đầu tập hợp xung quanh Chính phủ Thống nhất dân tộc, tổ chức này đã phát động một cuộc tấn công chống lại chính quyền quân sự. Đến năm 2022, phe đối lập đã kiểm soát một vùng lãnh thổ đáng kể, mặc dù dân cư thưa thớt. Tại nhiều ngôi làng và thị trấn, các cuộc tấn công của chính quyền quân sự đã khiến hàng chục nghìn người phải rời đi. Vào ngày kỷ niệm thứ hai của cuộc đảo chính, vào tháng 2 năm 2023, Min Aung Hlaing thừa nhận đã mất quyền kiểm soát ổn định đối với "hơn một phần ba" các thị trấn. Các nhà quan sát độc lập lưu ý rằng con số thực tế có thể cao hơn nhiều, chỉ có 72 trong số 330 thị trấn và tất cả các trung tâm dân cư lớn vẫn nằm dưới sự kiểm soát ổn định.
Tính đến tháng 9 năm 2022, 1,3 triệu người đã phải di dời trong nước và hơn 13.000 trẻ em đã thiệt mạng. Đến tháng 3 năm 2023, Liên Hiệp Quốc ước tính rằng kể từ cuộc đảo chính, 17,6 triệu người ở Myanmar cần hỗ trợ nhân đạo, trong khi 1,6 triệu người phải di dời trong nước và 55.000 tòa nhà dân sự đã bị phá hủy. UNOCHA nói rằng hơn 40.000 người đã trốn sang các nước láng giềng.
Tính đến tháng 10 năm 2023, Tatmadaw chỉ kiểm soát được khoảng 40% lãnh, mặc dù khẳng định rằng họ kiểm soát khoảng hai phần ba trong số 330 thị trấn của đất nước. Trong nửa cuối năm 2023 Lực lượng Phòng vệ Chinland ở bang Chin đã kiểm soát được phần lớn bang, chỉ còn một số cứ điểm ở các khu vực đô thị và dọc theo biên giới Ấn Độ-Myanmar. Vào tháng 10 năm 2023, Tatmadaw bắt đầu phải đối mặt với các vấn đề về nhân lực, với việc đào ngũ và tinh thần thấp là cực kỳ phổ biến. Điều này trùng với thời điểm Chiến dịch 1027 được phát động bởi Lực lượng Phòng vệ Nhân dân và Liên minh Ba anh em ở vùng phía Tây đất nước, đã thành công trong việc chiếm 80 căn cứ, 220 vị trí và một số thị trấn vào ngày 28 tháng 11 năm 2023.
Tháng 10 và tháng 11 năm 2023 chứng kiến một loạt các chiến dịch chống lại SAC, trong đó có chiến dịch 1111 với việc thủ phủ Loikaw của bang Kayah bị bao vây và xung đột tái diễn ở phía bắc các bang Rakhine và Chin. Trong chiến dịch 1027, lực lượng chống SAC đã chiếm được Laukkai, thủ phủ của Khu tự quản Kokang vào đầu tháng 1 năm 2024. Xung đột ở phía bắc bang Shan đã tạm lắng xuống sau khi Laukkai thất thủ và lệnh ngừng bắn Haigeng đạt được thỏa thuận. Tuy nhiên, chiến dịch tấn công ở Rakhine vẫn tiếp tục tại khu vực phía bắc bang này với việc Mrauk U cùng một số khu vực khác rơi vào tay quân đội Arakan vào tháng 2 năm 2024. Tính đến đến tháng 2 năm 2024, hàng nghìn binh sĩ của SAC đã đầu hàng mà không chiến đấu, trong đó có sáu tướng lĩnh Tatmadaw.  SAC đã sử dụng nhiều chiến thuật khủng bố chống lại dân thường bao gồm thiêu sống, chặt đầu, tùng xẻo, hãm hiếp, đốt phá, và một loạt các cuộc không kích làm cho 3 triệu người phải rời bỏ nhà cửa.. Lực lượng không quân Myanmar đã thả số lượng bom tính trên đầu người nhiều hơn so với lượng bom được sử dụng trong cuộc xâm lược Ukraina của Nga. Một nhóm quan sát viên cho biết lực lượng của SAC vẫn "đáng gờm và được trang bị tốt", với "các đồng minh bên ngoài và nguồn lực kinh tế".
Vào cuối tháng 3 năm 2024, các lực lượng nổi dậy ở khu vực đông nam Myanmar đã chiếm được Demoso và Papun, nâng số thị trấn cấp huyện bị kiểm soát lên tám thị trấn. Thị trấn thứ chín, Matupi đã bị lực lượng người Chin chiếm vào giữa tháng 6 năm 2024. Vào cuối tháng 6 năm 2024, Liên minh Ba anh em đã khởi động lại chiến dịch 1027 sau khi tuyên bố rằng lực lượng Tatmadaw vi phạm lệnh ngừng bắn, và chiếm được thị trấn thứ mười Kyaukme. Vào ngày 17 tháng 7, liên minh Ba anh em kiểm soát Thandwe và Mongmit, nâng tổng số lên mười hai thị trấn.  Vào ngày 3 tháng 8, Quân đội Liên minh Dân chủ Quốc gia Myanmar (MNDAA) trong khuôn khổ chiến dịch phối hợp cùng Liên minh Ba anh em và các nhóm nổi dậy, đã chiếm được Lashio, thị trấn lớn nhất ở miền bắc bang Shan cùng với trụ sở của Bộ chỉ huy quân sự đông bắc. Vào ngày 20 tháng 12 năm 2024, Quân đội Arakan (AA) tuyên bố đã chiếm được trụ sở của Bộ Tư lệnh phía tây tại thị trấn Ann, bang Rakhine, đánh dấu bộ tư lệnh khu vực thứ hai rơi vào tay lực lượng nổi dậy trong vòng năm tháng.
Ngay sau trận động đất Myanmar 2025, NUG tuyên bố tạm dừng các cuộc tấn công trong hai tuần, và SAC tuyên bố ngừng bắn từ ngày 2 tháng 4 đến ngày 22 tháng 4, mặc dù các cuộc không kích vào các nhóm nổi dậy vẫn tiếp tục diễn ra.